# Fidesco
Fidesco ist eine internationale, katholische Organisation für Entwicklungszusammenarbeit, die im Jahr 1981 nach einem Treffen mit afrikanischen Bischöfen im Vatikan von der katholischen Gemeinschaft Emmanuel gegründet wurde.
Der Name setzt sich aus lateinisch fides (Glaube) und "co" als Abkürzung für cooperatio (Zusammenarbeit) zusammen. Die selbsterklärte Aufgabe von Fidesco ist es, Armut und Hoffnungslosigkeit zu bekämpfen und den Bedürftigen die Chance zu geben, sich an Leib, Seele und Geist zu entwickeln. Die Religion oder ethnischen und kulturellen Hintergründen der Menschen spielen dabei eine untergeordnete Rolle. Fidesco sendet Freiwillige, im Sprachgebrauch von Fidesco auch Volontäre genannt, in die ganze Welt, die ihre Fähigkeiten in den Dienst der Armen stellen und in Entwicklungsprojekten soziale und/oder humanitäre Hilfe leisten.

## Entstehung und Entwicklung
1980, im Anschluss an die Familiensynode im Vatikan, bat eine Gruppe von westafrikanischen Bischöfen, dass Laien als Volontäre nach Afrika gesendet werden. Sie sollten dort in Entwicklungsprojekten mitarbeiten und durch ihren Dienst ein Hoffnungszeichen setzen. Noch im gleichen Jahr wurde dieser Bitte entsprochen und eine Familie in das damalige Zaire (heute Demokratische Republik Kongo) auf eine medizinische Mission geschickt. 1981 wurde Fidesco von der Gemeinschaft Emmanuel nach einem Treffen mit afrikanischen Bischöfen im Vatikan gegründet.
Seit der Gründung vor über 40 Jahren, haben schon etwa 2000 Volontäre durch "Fidesco" in Projekten in über 40 Ländern der Welt geholfen. Die Besonderheit dabei ist, dass die Volontäre sich mit ihren beruflichen Fähigkeiten für ein oder zwei Jahre in Projekte einbringen, die entweder unter der Leitung von Fidesco selbst oder von den Partnern vor Ort stehen. Dabei geht es in erster Linie um Hilfe zur Selbsthilfe.
Im Jahr 1999 zählte Fidesco 90 aktive Volontäre. Seither werden jedes Jahr – jeweils im Sommer – Volontäre ausgesendet – 2010 in 21 verschiedene Länder. Im Jahr 2013 arbeiten ca. 160 Fidesco-Volontäre in allen Erdteilen. Bis 2019 stieg die Zahl der Freiwilligen auf durchschnittlich 180, die in 25 Ländern aktiv waren. Pandemiebedingt sank die Zahl 2020 auf 100 aktive Volontäre. 2022 ist Fidesco mit 120 Freiwilligen auf der ganzen Welt vertreten.
Eine Besonderheit von Fidesco ist, dass auch Ehepaare und Familien mit Kindern Volontäre werden können.

## Organisationsstruktur
Fidesco setzt sich aus ehrenamtlichen und hauptberuflich tätigen Mitarbeitern zusammen:
- In der Fidesco-Zentrale in Paris kümmert sich ein Team von fünfzehn Angestellten um alle internationalen Aktivitäten. Das Aufgabenfeld reicht von der Suche und Ausbildung von Volontären bis zur Beschaffung von finanziellen Mitteln. Eine wichtige Aufgabe des Teams besteht in der Beobachtung der politischen Lage in den Entwicklungsländern.
- Die nationalen Komitees und ihre Mitarbeiter sind für die Suche von Volontären und die Finanzierung der Missionen verantwortlich.
- Der internationale Rat betreut die nationalen Komitees. Zu den Ratsmitgliedern gehören auch die Fidesco-Verantwortlichen für Asien, Amerika und Afrika.
- Die Länderverantwortlichen betreuen alle Volontäre, die in einer bestimmten Region bzw. einem Land tätig sind. Sie kennen sich umfassend am jeweiligen Einsatzort und in den Projekten aus. Die Korrespondenten stehen in engem Kontakt mit den Projektverantwortlichen und den Volontären. Mindestens einmal im Jahr machen sie sich ein Bild über den Stand der Projekte und besuchen ihre Volontäre.
- Die Projektverantwortlichen berichten über die Projekte, bei denen Fidesco selbst für die Leitung zuständig ist.

Fachleute der unterschiedlichsten Richtungen unterstützen Fidesco bei der Ausbildung der Volontäre im Rahmen der Treffen vor und nach den Missionen.
Die Organisation arbeitet u. a. mit Botschaften, Regierungsbehörden, Partnern vor Ort und anderen Nichtregierungsorganisationen zusammen und ist auf Spendenbasis finanziert.

### Niederlassungen
Derzeit gibt es in Belgien, Deutschland, Frankreich, den Niederlanden, Polen, Portugal und den USA Niederlassungen.